# Biaix mediàtic
El biaix mediàtic és una tendència dels mitjans de comunicació a informar de manera tendenciosa. Es manifesta tant per l'elecció dels fets als quals es dona cobertura informativa com pel seu contingut i la seva anàlisi.

## Tipus
- Raons ideològiques. Es manifesta amb el favoritisme o l'atac a una determinada ideologia política, filosofia, religió, raça, sexe, edat, ètnia o persona. Noam Chomsky i Manuel Castells[1] són intel·lectuals que acusen als mitjans d'anar de mà del poder polític.
- Dependència econòmica. Es manifesta amb el favoritisme a certes empreses, ja siguin les dels anunciants o dels propietaris de les empreses dels mateixos mitjans. També amb la cerca d'audiència, un biaix abastament estudiat a partir del concepte comunicació de massa i que pot derivar en el sensacionalisme o la telebrossa.[2] El periodista Gervasio Sánchez Fernández és un dels qui ha criticat la informació superficial i acrítica que segons ell és provocada per les simpaties entre empreses i mitjans de comunicació.
- Pseudoperiodisme. La manca de rigor en el periodisme s'ha agreujat a partir del 2007, amb la crisi econòmica, que ha comportat les prejubilacions d'alguns dels professionals amb més experiència i un abús de becaris en pràctiques de manera generalitzada. Aquesta reducció de professionals, juntament amb l'augment de tasques a desenvolupar en relació amb les edicions digitals dels diaris i les xarxes socials, provoquen biaixos mediàtics.

## Remeis
El Consell de l'Audiovisual de Catalunya és un organisme independent que pretén vetllar pel compliment de la normativa aplicable als prestadors de serveis de comunicació audiovisual, tant els públics com els privats, i té com a principis d'actuació la defensa de la llibertat d'expressió i d'informació, del pluralisme, de la neutralitat i l'honestedat informatives, així com de la lliure concurrència al sector.
Hi ha diverses entitats que lluiten contra el biaix mediàtic, com l'anuari Media.cat, que cada any publica l'Anuari del que considera que han estat els silencis mediàtics.